# Phytosciara brachygaster
Phytosciara brachygaster är en tvåvingeart som beskrevs av Wallace A. Steffan 1969. Phytosciara brachygaster ingår i släktet Phytosciara och familjen sorgmyggor. Inga underarter finns listade i Catalogue of Life.